# 陈启智
陈启智（1925年—2023年1月15日），男，四川成都人，中国人民解放军将领、中国人民解放军中将。曾任国防科技大学校长。

## 生平
1993年，授予中国人民解放军中将。